# How to Survive a Plague
How to Survive a Plague é um documentário norte-americano de 2012 dirigido por David France acerca da epidemia da HIV/AIDS. Como reconhecimento, foi nomeado ao Oscar 2013 na categoria de Melhor Documentário em Longa-metragem.

## Sumário
Começando no início da epidemia de HIV/AIDS em Nova Iorque, o documentário segue um grupo de ativistas e fundadores do grupo ACT UP, e segue a luta da organização por uma resposta do governo dos Estados Unidos e dos médicos no desenvolvimento de medicamentos eficazes para HIV/AIDS. Os ativistas tomaram a iniciativa de convencer a Food and Drug Administration (FDA) a aprovar medicamentos que poderiam retardar ou até mesmo deter o vírus da AIDS, e exigiram que os testes de medicamentos (que normalmente levariam de 7 a 10 anos) fossem encurtados para que tratamentos que poderiam salvar vidas pudessem ser disponibilizados de forma mais rápida. O filme também documenta o mercado clandestino de drogas para tratar o HIV: muitas pessoas dependiam de drogas importadas de outros países, que se acreditava poderem retardar o vírus HIV, apesar de não terem sido aprovadas pela FDA.
Na época, o único medicamento disponível para retardar a progressão do HIV era o AZT, que em muitos casos era tóxico para pessoas infectadas pelo HIV, e em alguns casos até mesmo causava cegueira. O custo do AZT era de cerca de 10,000 dólares americanos por ano no final dos anos 80. Os esforços da ACT UP levaram à criação da Conferência Internacional de AIDS. Eventualmente, o DDI, uma alternativa ao AZT que não causava cegueira, foi liberado pela FDA apesar de não ter passado por um teste completo sobre sua segurança.
Os ativistas também protestaram contra as políticas de imigração que proibiam a imigração de pessoas com HIV para os Estados Unidos como sendo discriminatórias e homofóbicas.
Quando as drogas existentes se mostraram ineficazes como tratamento para o HIV, o TAG fez lobby para mais pesquisas sobre o vírus HIV. Em 1996, os inibidores de protease foram liberados. Estes consistem em uma combinação de drogas que reduzem a carga viral do HIV em pacientes mais do que qualquer droga antes. Foi considerado um avanço na pesquisa do HIV e da AIDS e continua sendo usado como tratamento para o HIV e a AIDS.
O documentário incluiu entrevistas com ativistas do HIV, médicos e membros de organizações clandestinas, bem como clipes dos protestos, reuniões e cobertura jornalística que aconteceram durante os anos 80 e 90.

## Adaptação e Recepção
O livro do mesmo título na França, expandindo o material, eventos e pessoas cobertas pelo filme, foi publicado em 2016 para aclamação da crítica. Foi descrito como "o livro definitivo sobre o ativismo contra a AIDS", foi há muito tempo inscrito para a Medalha de Excelência Andrew Carnegie e foi nomeado para numerosas listas de melhores e melhores dez, incluindo o New York Times 100 Notable Books for 2016.